# Dědová

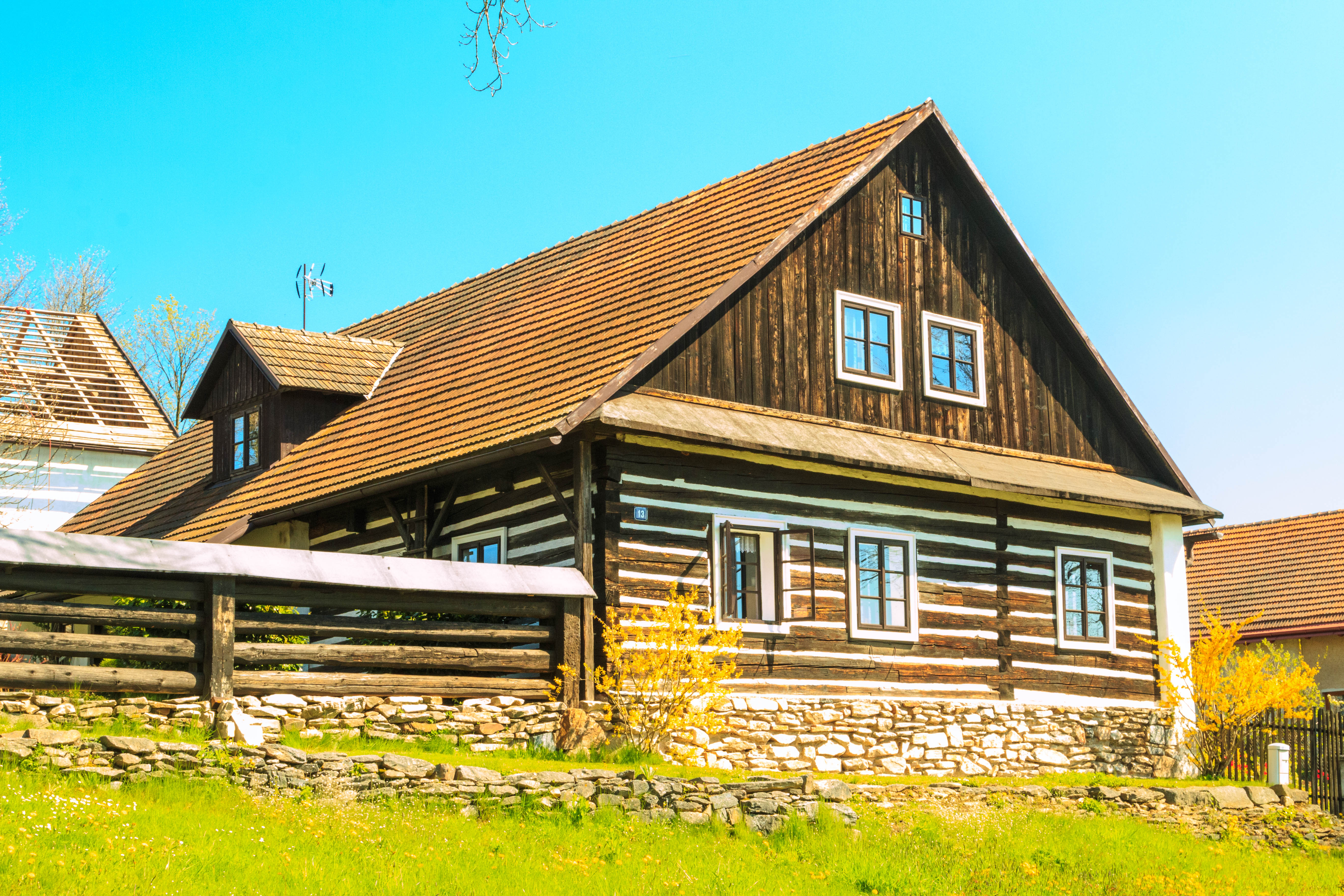
Haus Nr. 13

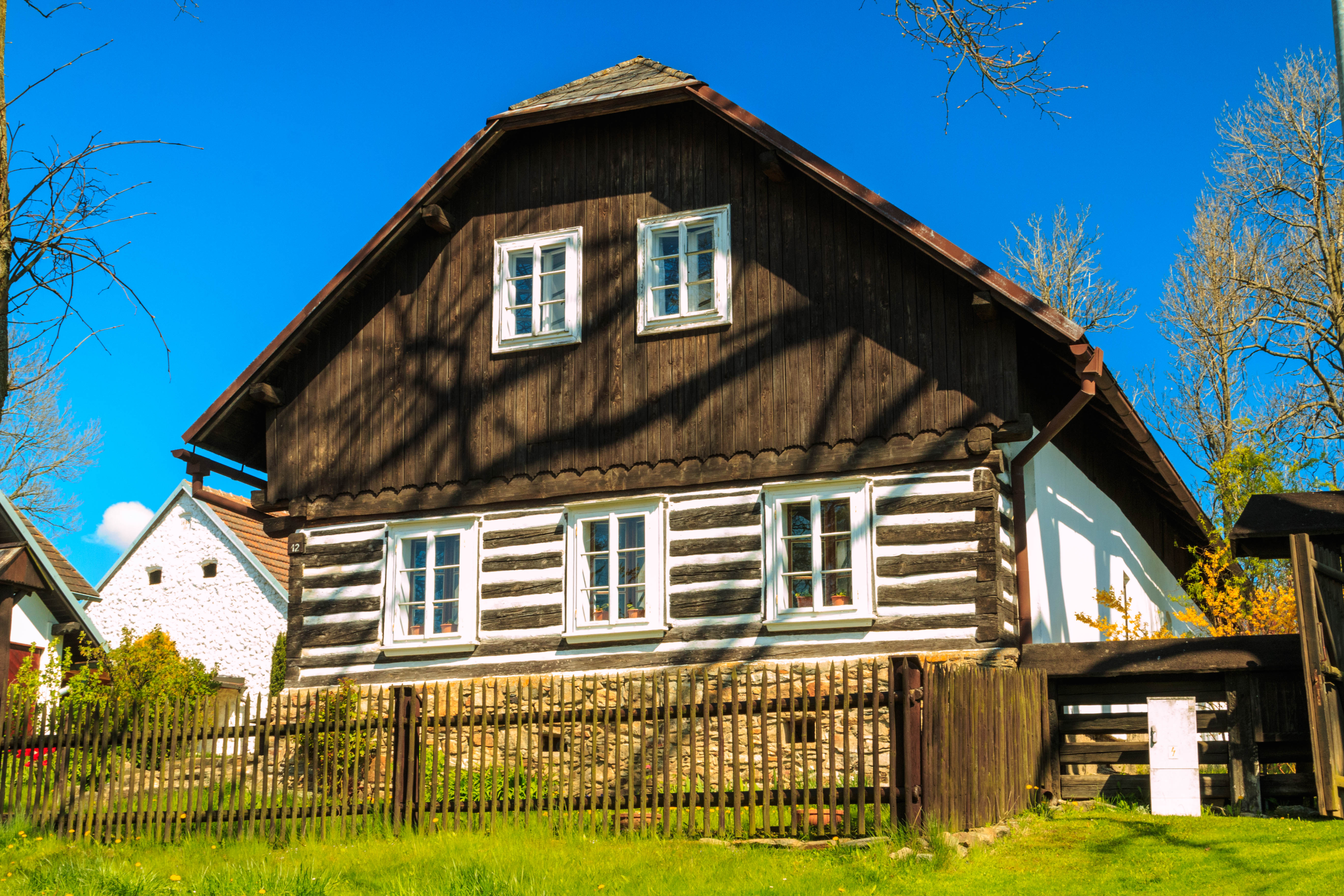
Haus Nr. 12

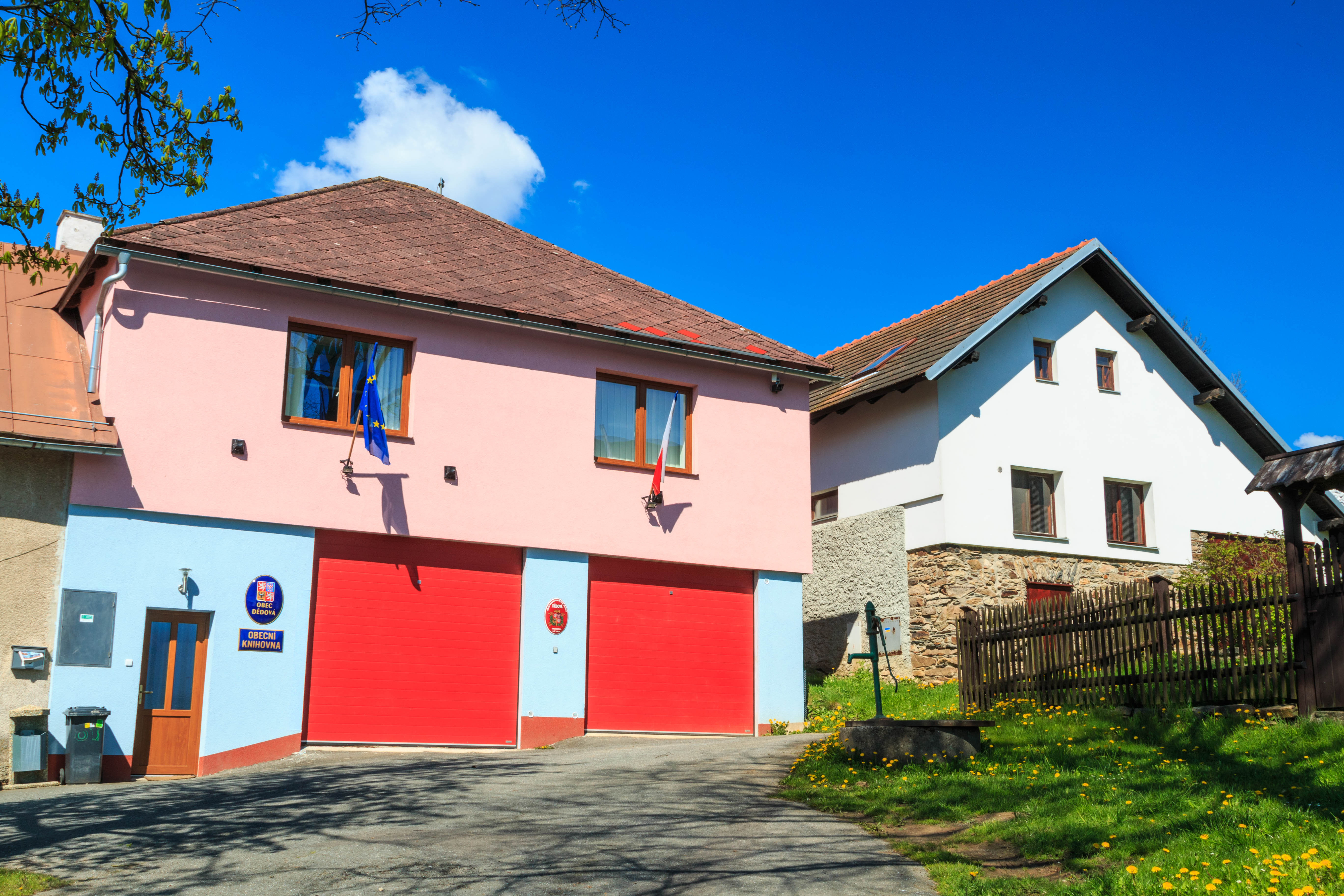
Gemeindeamt

Dědová (deutsch Diedowa) ist eine Gemeinde in Tschechien. Sie liegt sechs Kilometer östlich von Hlinsko und gehört zum Okres Chrudim.

## Geographie
Dědová befindet sich auf einem unbewaldeten Gebirgsrücken im Norden der Saarer Berge. Im Ort entspringen zwei Bäche; die Raná verlässt das Dorf nach Westen, der Humperský potůček nach Osten. Südwestlich von Dědová liegen am Fuße der Pešava (697 m n.m.) die Quellen des Blatenský potok und der Chrudimka.
Nachbarorte sind Kladno im Norden, Oldřiš und Krouna im Nordosten, Fortna und Humperky im Osten, Bahna im Südosten, Filipov und Ovčín im Süden, Jeníkov und Hamry im Südwesten, Blatno und Hlinsko im Westen sowie Pláňavy und Medkovy Kopce im Nordwesten.

## Geschichte
Die erste urkundliche Erwähnung von Dědová erfolgte 1392 als Smil Flaška von Pardubitz die Herrschaft Richenburg an Otto von Bergow verkaufte. Seit dem 15. Jahrhundert unterstand das Dorf der Rychta in Kladno. Den Schwerpunkt der Landwirtschaft bildete die Weidewirtschaft, wegen der Höhenlage war der Getreideanbau nur in den tiefer gelegenen Fluren möglich. Außerdem erfolgte die Verarbeitung von Flachs, Heimweberei sowie Holzarbeiten. In der zweiten Hälfte des 18. Jahrhunderts wurde Eisenerzbergbau betrieben. Ab 1799 wurde in Dědová Schulunterricht abgehalten.
Im Jahre 1835 bestand das im Süden des Chrudimer Kreises gelegene Rustikaldorf Diedowa aus 83 Häusern, in denen 470 Personen lebten. Haupterwerbsquellen bildeten die Spinnerei und Weberei sowie geringer Feldbau. Im Ort gab es eine Schule. Katholischer Pfarrort war Kamenitschek, die Protestanten waren nach Swratauch eingepfarrt. Bis zur Mitte des 19. Jahrhunderts blieb Diedowa immer der Allodialherrschaft Richenburg untertänig.
Nach der Aufhebung der Patrimonialherrschaften bildete Dědová/Diedowa mit dem Ortsteil Humperky/Humbarg eine Gemeinde im Gerichtsbezirk Hlinsko.  Ab 1868 gehörte die Gemeinde zum politischen Bezirk Chrudim. In dieser Zeit begann die Fertigung von Holzspielzeug, das auch exportiert wurde.
Zum Ende des 19. Jahrhunderts lebten in den 90 Häusern von Dědová über 500 Personen. Während des 20. Jahrhunderts setzte eine Abwanderung der Bevölkerung in die Industriegebiete, sowie nach dem Zweiten Weltkrieg auch in die Grenzgebiete ein. 1949 wurde die Gemeinde dem neu geschaffenen Okres Hlinsko zugeordnet; im Zuge der Gemeindegebietsreform von 1960 kam Dědová wieder zum Okres Chrudim zurück.

## Gemeindegliederung
Für die Gemeinde Dědová sind keine Ortsteile ausgewiesen. Zu Dědová gehören die Wohnplätze Bahna, Fortna und Humperky (Humberg). Grundsiedlungseinheiten sind Bahna-Humperky und Dědová.

## Sehenswürdigkeiten
- Gezimmerte Häuser
- Gedenkstein für die Gefallenen des Ersten Weltkrieges
- Gusseisernes Kreuz auf hohem Steinsockel, im Ortszentrum
- Naturdenkmal Bahna, Feuchtwiesen im Quellgebiet der Chrudimka